# 215685 Cherylalexander
215685 Cherylalexander è un asteroide della fascia principale. Scoperto nel 2003, presenta un'orbita caratterizzata da un semiasse maggiore pari a 2,702682 UA e da un'eccentricità di 0,107203, inclinata di 12,243075° rispetto all'eclittica.
Cheryl D. Alexander è una manager americana del Marshall Space Flight Center, il cui servizio ha portato avanti l'esplorazione della fascia di Kuiper in qualità di Mission Manager della NASA per la missione New Horizons.